# 견소단
《구사론》의 설일체유부의 교학에 따르면, 견소단(見所斷, 산스크리트어: darśana-prahātavya)은 무루혜(無漏慧)에 의한 4제(諦)의 관찰인 견도(見道)에 의해 끊어지는 법(法)들을 말한다. 여기서의 법은 번뇌(煩惱)인 유루법(有漏法)들과 이것들과 상응하여 함께 발생하는 불상응행법(不相應行法)들을 말한다.
견도소단(見道所斷), 견단(見斷) 또는 견혹(見惑)이라고도 한다. (참고: 수소단(修所斷), 비소단(非所斷))
7종 98가지 수면(隨眠) 중 7종 88가지 수면이 견소단(見所斷)에 해당한다. 아래 목록에서 빨간색(총 10가지)은 98수면에서 제외되는, 수소단(修所斷)의 10가지 수면을 나타낸다.
1. 욕탐수면(欲貪隨眠: 4가지) - 견소단 수면의 누적 개수는 4가지
  1. 욕계계(欲界繫)로서의 견고소단(見苦所斷)의 탐(貪)
  2. 욕계계(欲界繫)로서의 견집소단(見集所斷)의 탐(貪)
  3. 욕계계(欲界繫)로서의 견멸소단(見滅所斷)의 탐(貪)
  4. 욕계계(欲界繫)로서의 견도소단(見道所斷)의 탐(貪)
  5. 욕계계(欲界繫)로서의 수도소단(修道所斷)의 탐(貪) (누적 1)
2. 진수면(瞋隨眠: 4가지) - 견소단 수면의 누적 개수는 8가지
  1. 욕계계(欲界繫)로서의 견고소단(見苦所斷)의 진(瞋)
  2. 욕계계(欲界繫)로서의 견집소단(見集所斷)의 진(瞋)
  3. 욕계계(欲界繫)로서의 견멸소단(見滅所斷)의 진(瞋)
  4. 욕계계(欲界繫)로서의 견도소단(見道所斷)의 진(瞋)
  5. 욕계계(欲界繫)로서의 수도소단(修道所斷)의 진(瞋) (누적 2)
3. 유탐수면(有貪隨眠: 8가지) - 견소단 수면의 누적 개수는 16가지
  1. 색계계(色界繫)로서의 견고소단(見苦所斷)의 탐(貪)
  2. 색계계(色界繫)로서의 견집소단(見集所斷)의 탐(貪)
  3. 색계계(色界繫)로서의 견멸소단(見滅所斷)의 탐(貪)
  4. 색계계(色界繫)로서의 견도소단(見道所斷)의 탐(貪)
  5. 색계계(色界繫)로서의 수도소단(修道所斷)의 탐(貪) (누적 3)
  6. 무색계계(無色界繫)로서의 견고소단(見苦所斷)의 탐(貪)
  7. 무색계계(無色界繫)로서의 견집소단(見集所斷)의 탐(貪)
  8. 무색계계(無色界繫)로서의 견멸소단(見滅所斷)의 탐(貪)
  9. 무색계계(無色界繫)로서의 견도소단(見道所斷)의 탐(貪)
  10. 무색계계(無色界繫)로서의 수도소단(修道所斷)의 탐(貪) (누적 4)
4. 만수면(慢隨眠: 12가지) - 견소단 수면의 누적 개수는 28가지
  1. 욕계계(欲界繫)로서의 견고소단(見苦所斷)의 만(慢)
  2. 욕계계(欲界繫)로서의 견집소단(見集所斷)의 만(慢)
  3. 욕계계(欲界繫)로서의 견멸소단(見滅所斷)의 만(慢)
  4. 욕계계(欲界繫)로서의 견도소단(見道所斷)의 만(慢)
  5. 욕계계(欲界繫)로서의 수도소단(修道所斷)의 만(慢) (누적 5)
  6. 색계계(色界繫)로서의 견고소단(見苦所斷)의 만(慢)
  7. 색계계(色界繫)로서의 견집소단(見集所斷)의 만(慢)
  8. 색계계(色界繫)로서의 견멸소단(見滅所斷)의 만(慢)
  9. 색계계(色界繫)로서의 견도소단(見道所斷)의 만(慢)
  10. 색계계(色界繫)로서의 수도소단(修道所斷)의 만(慢) (누적 6)
  11. 무색계계(無色界繫)로서의 견고소단(見苦所斷)의 만(慢)
  12. 무색계계(無色界繫)로서의 견집소단(見集所斷)의 만(慢)
  13. 무색계계(無色界繫)로서의 견멸소단(見滅所斷)의 만(慢)
  14. 무색계계(無色界繫)로서의 견도소단(見道所斷)의 만(慢)
  15. 무색계계(無色界繫)로서의 수도소단(修道所斷)의 만(慢) (누적 7)
5. 무명수면(無明隨眠: 12가지) - 견소단 수면의 누적 개수는 40가지
  1. 욕계계(欲界繫)로서의 견고소단(見苦所斷)의 무명(無明)
  2. 욕계계(欲界繫)로서의 견집소단(見集所斷)의 무명(無明)
  3. 욕계계(欲界繫)로서의 견멸소단(見滅所斷)의 무명(無明)
  4. 욕계계(欲界繫)로서의 견도소단(見道所斷)의 무명(無明)
  5. 욕계계(欲界繫)로서의 수도소단(修道所斷)의 무명(無明) (누적 8)
  6. 색계계(色界繫)로서의 견고소단(見苦所斷)의 무명(無明)
  7. 색계계(色界繫)로서의 견집소단(見集所斷)의 무명(無明)
  8. 색계계(色界繫)로서의 견멸소단(見滅所斷)의 무명(無明)
  9. 색계계(色界繫)로서의 견도소단(見道所斷)의 무명(無明)
  10. 색계계(色界繫)로서의 수도소단(修道所斷)의 무명(無明) (누적 9)
  11. 무색계계(無色界繫)로서의 견고소단(見苦所斷)의 무명(無明)
  12. 무색계계(無色界繫)로서의 견집소단(見集所斷)의 무명(無明)
  13. 무색계계(無色界繫)로서의 견멸소단(見滅所斷)의 무명(無明)
  14. 무색계계(無色界繫)로서의 견도소단(見道所斷)의 무명(無明)
  15. 무색계계(無色界繫)로서의 수도소단(修道所斷)의 무명(無明) (누적 10)
6. 견수면(見隨眠: 36가지) - 견소단 수면의 누적 개수는 76가지
  1. 욕계계(欲界繫)로서의 12가지 견(見)
    1. 욕계계(欲界繫)로서의 유신견(有身見)
    2. 욕계계(欲界繫)로서의 변집견(邊執見)
    3. 욕계계(欲界繫)로서의 견고소단(見苦所斷)의 사견(邪見)
    4. 욕계계(欲界繫)로서의 견집소단(見集所斷)의 사견(邪見)
    5. 욕계계(欲界繫)로서의 견멸소단(見滅所斷)의 사견(邪見)
    6. 욕계계(欲界繫)로서의 견도소단(見道所斷)의 사견(邪見)
    7. 욕계계(欲界繫)로서의 견고소단(見苦所斷)의 견취(見取)
    8. 욕계계(欲界繫)로서의 견집소단(見集所斷)의 견취(見取)
    9. 욕계계(欲界繫)로서의 견도소단(見道所斷)의 견취(見取)
    10. 욕계계(欲界繫)로서의 견멸소단(見滅所斷)의 견취(見取)
    11. 욕계계(欲界繫)로서의 견고소단(見苦所斷)의 계금취(戒禁取)
    12. 욕계계(欲界繫)로서의 견도소단(見道所斷)의 계금취(戒禁取)

  2. 색계계(色界繫)로서의 12가지 견(見)
    1. 색계계(色界繫)로서의 유신견(有身見)
    2. 색계계(色界繫)로서의 변집견(邊執見)
    3. 색계계(色界繫)로서의 견고소단(見苦所斷)의 사견(邪見)
    4. 색계계(色界繫)로서의 견집소단(見集所斷)의 사견(邪見)
    5. 색계계(色界繫)로서의 견멸소단(見滅所斷)의 사견(邪見)
    6. 색계계(色界繫)로서의 견도소단(見道所斷)의 사견(邪見)
    7. 색계계(色界繫)로서의 견고소단(見苦所斷)의 견취(見取)
    8. 색계계(色界繫)로서의 견집소단(見集所斷)의 견취(見取)
    9. 색계계(色界繫)로서의 견도소단(見道所斷)의 견취(見取)
    10. 색계계(色界繫)로서의 견멸소단(見滅所斷)의 견취(見取)
    11. 색계계(色界繫)로서의 견고소단(見苦所斷)의 계금취(戒禁取)
    12. 색계계(色界繫)로서의 견도소단(見道所斷)의 계금취(戒禁取)

  3. 무색계계(無色界繫)로서의 12가지 견(見)
    1. 무색계계(無色界繫)로서의 유신견(有身見)
    2. 무색계계(無色界繫)로서의 변집견(邊執見)
    3. 무색계계(無色界繫)로서의 견고소단(見苦所斷)의 사견(邪見)
    4. 무색계계(無色界繫)로서의 견집소단(見集所斷)의 사견(邪見)
    5. 무색계계(無色界繫)로서의 견멸소단(見滅所斷)의 사견(邪見)
    6. 무색계계(無色界繫)로서의 견도소단(見道所斷)의 사견(邪見)
    7. 무색계계(無色界繫)로서의 견고소단(見苦所斷)의 견취(見取)
    8. 무색계계(無色界繫)로서의 견집소단(見集所斷)의 견취(見取)
    9. 무색계계(無色界繫)로서의 견도소단(見道所斷)의 견취(見取)
    10. 무색계계(無色界繫)로서의 견멸소단(見滅所斷)의 견취(見取)
    11. 무색계계(無色界繫)로서의 견고소단(見苦所斷)의 계금취(戒禁取)
    12. 무색계계(無色界繫)로서의 견도소단(見道所斷)의 계금취(戒禁取)
7. 의수면(疑隨眠: 12가지) - 견소단 수면의 누적 개수는 88가지
  1. 욕계계(欲界繫)로서의 견고소단(見苦所斷)의 의(疑)
  2. 욕계계(欲界繫)로서의 견집소단(見集所斷)의 의(疑)
  3. 욕계계(欲界繫)로서의 견멸소단(見滅所斷)의 의(疑)
  4. 욕계계(欲界繫)로서의 견도소단(見道所斷)의 의(疑)
  5. 색계계(色界繫)로서의 견고소단(見苦所斷)의 의(疑)
  6. 색계계(色界繫)로서의 견집소단(見集所斷)의 의(疑)
  7. 색계계(色界繫)로서의 견멸소단(見滅所斷)의 의(疑)
  8. 색계계(色界繫)로서의 견도소단(見道所斷)의 의(疑)
  9. 무색계계(無色界繫)로서의 견고소단(見苦所斷)의 의(疑)
  10. 무색계계(無色界繫)로서의 견집소단(見集所斷)의 의(疑)
  11. 무색계계(無色界繫)로서의 견멸소단(見滅所斷)의 의(疑)
  12. 무색계계(無色界繫)로서의 견도소단(見道所斷)의 의(疑)

## 같이 보기
- 미리혹과 미사혹
- 5부
- 수소단(修所斷)
- 비소단(非所斷)

- 3도: 견도 · 수도 · 무학도
  - 견도: 16심 · 고법지인
  - 무학도: 34심
  - 성문 수행계위: 4향4과
  - 보살 수행계위: 52위
- 현관: 4제현관 · 6현관
- 유루 · 무루
- 번뇌 · 잡염
  - 근본번뇌 · 수면
    - 3근본번뇌 · 6수면 · 7수면 · 10수면
    - 설일체유부의 98근본번뇌
      - 견혹 · 견소단: 설일체유부의 88근본번뇌
      - 수혹 · 수도단: 설일체유부의 10근본번뇌

    - 유식유가행파의 128근본번뇌
      - 견혹 · 견소단: 유식유가행파의 112근본번뇌
      - 수혹 · 수도단: 유식유가행파의 16근본번뇌

  - 수번뇌
    - 8전 · 10전 · 6번뇌구
- 유부무기와 불선
  - 유부무기
    - 욕계의 번뇌의 일부 · 색계의 번뇌 · 무색계의 번뇌
    - 4근본번뇌 (말나식의 4번뇌: 아치 · 아견 · 아만 · 아애)

  - 불선 · 악
    - 욕계의 번뇌의 대다수
    - 불선근
    - 5악 · 10악
- 108번뇌
- 9결
- 5개

## 참고 문헌
- 곽철환 (2003). 《시공 불교사전》. 시공사 / 네이버 지식백과. |title=에 외부 링크가 있음 (도움말)
- 미륵 지음, 현장 한역, 강명희 번역 (K.614, T.1579). 《유가사지론》. 한글대장경 검색시스템 - 전자불전연구소 / 동국역경원. K.570(15-465), T.1579(30-279). |title=에 외부 링크가 있음 (도움말)
- 세친 지음, 현장 한역, 권오민 번역 (K.955, T.1558). 《아비달마구사론》. 한글대장경 검색시스템 - 전자불전연구소 / 동국역경원. K.955(27-453), T.1558(29-1). |title=에 외부 링크가 있음 (도움말)
- 호법 등 지음, 현장 한역, 김묘주 번역 (K.614, T.1585). 《성유식론》. 한글대장경 검색시스템 - 전자불전연구소 / 동국역경원. K.614(17-510), T.1585(31-1). |title=에 외부 링크가 있음 (도움말)
- 세친 지음, 현장 한역, 송성수 번역 (K.618, T.1612). 《대승오온론》. 한글대장경 검색시스템 - 전자불전연구소 / 동국역경원. K.618(17-637), T.1612(31-848). |title=에 외부 링크가 있음 (도움말)
- 운허.  동국역경원 편집, 편집. 《불교 사전》. |title=에 외부 링크가 있음 (도움말)
- (영어) DDB. 《Digital Dictionary of Buddhism (電子佛教辭典)》. Edited by A. Charles Muller. |title=에 외부 링크가 있음 (도움말)
- (중국어) 미륵 조, 현장 한역 (T.1579). 《유가사지론(瑜伽師地論)》. 대정신수대장경. T30, No. 1579. CBETA. |title=에 외부 링크가 있음 (도움말)
- (중국어) 佛門網. 《佛學辭典(불학사전)》. |title=에 외부 링크가 있음 (도움말)
- (중국어) 星雲. 《佛光大辭典(불광대사전)》 3판. |title=에 외부 링크가 있음 (도움말)
- (중국어) 세친 조, 현장 한역 (T.1612). 《대승오온론(大乘五蘊論)》. 대정신수대장경. T31, No. 1612, CBETA. |title=에 외부 링크가 있음 (도움말)
- (중국어) 세친 조, 현장 한역 (T.1558). 《아비달마구사론(阿毘達磨俱舍論)》. 대정신수대장경. T29, No. 1558, CBETA. |title=에 외부 링크가 있음 (도움말)
- (중국어) 호법 등 지음, 현장 한역 (T.1585). 《성유식론(成唯識論)》. 대정신수대장경. T31, No. 1585, CBETA. |title=에 외부 링크가 있음 (도움말)